# Història de les Bahames
Aquest article tracta sobre la història de les Bahames. L'arxipèlag de les Bahames (nom derivat de l'espanyol «baja mar»), va estar habitat pels  indis arawaks abans de l'arribada de Cristòfor Colom, l'any 1492. Ocupades pels anglesos des del segle xvi, les Bahames serveixen de refugi a pirates. La llaurada del cotó entra en declivi amb la fi de l'esclavitud, l'any 1834. Després de la Segona Guerra Mundial, creix el turisme al país.

## Història colonial
La primera terra en la qual va desembarcar Cristòfor Colom al Nou Món el 1492 es creu que va ser a l'illa de Sant Salvador, una de les més orientals de les Bahames, anomenada originalment pels arawaks Guanahani, i posteriorment Watling pels britànics, localitzada al sud de l'arxipèlag de les Bahames. Allí, Colom va trobar als amistosos arawaks (també coneguts com a lucayos) i va intercanviar regals amb ells. La posterior desaparició dels arawaks i d'altres pobles es va deure en gran manera a aquesta i a posteriors expedicions europees a la regió.
Des de finals del segle XV fins al segle xvii, les Bahames van estar sota la sobirania espanyola, encara que les illes, per la seva situació estratègica en la ruta marítima entre Europa i Amèrica, i per formar l'arxipèlag un autèntic laberint insular, gradualment van ser transformant-se en amagatalls i nius de pirates i bucaners, especialment anglesos. Així al segle xviii, els colons britànics que havien deixat Nova Anglaterra, a causa dels sentiments anti-britànics existents en aquella colònia, es van traslladar a les illes. A causa del gran nombre de colons britànics a les illes, la sobirania de l'arxipèlag es va traspassar d'Espanya al Regne Unit, i les Bahames van ser declarades colònia britànica el 1783.

## Segle XX
En plena Segona Guerra Mundial, el Duc de Windsor (anteriorment el rei del Regne Unit Eduard VIII) és nomenat Governador General de les Bahames i va viatjar a aquestes illes en companyia de la seva dona, la duquessa de Windsor, Wallis Simpson, el 1940 per exercir aquest càrrec de Governador General fins al 1945. El 1973, els habitants de les Bahames van votar a favor de la independència i es van declarar independents del Regne Unit, encara que van romandre dins de la Commonwealth. Des de la seva independència, les Bahames han prosperat notablement gràcies al turisme, a la banca internacional i a la gestió d'inversions.

## Independència
Lynden Pindling, del Partit Liberal Progressista (PLP), de majoria negra, es converteix en Primer Ministre el 1967, després de les primeres eleccions legislatives del país. L'any 1973 les Bahames aconsegueixen la independència. A les eleccions del 1992 el Moviment Nacional Lliure (FNM) va obtenir la majoria. Pindling, denunciat per corrupció, va ser substituït per Hubert Alexander Ingraham en la prefectura del govern. La victòria de l'FNM en les eleccions del 1997 se li atribueix als resultats econòmics positius i l'embolcall del PLP en escàndols financers. El pas de l'huracà Floyd pel país, el 1999, va provocar seriosos danys i va perjudicar el turisme.